# Stierkopfwappen
Stierkopfwappen werden in der Heraldik Wappen bezeichnet, die einen Stierkopf abbilden. Wert wird auf die frontale, dem Beschauer zugekehrte Ansicht eines Stierkopfes mit abgerissenem Fell gelegt. Insbesondere trifft dies für das Wappen Mecklenburg-Vorpommerns zu. Der Stierkopf ist bereits um 1220/25 durch die Herren von Mecklenburg, zu nennen wäre Nikolaus II., im Wappenschild verwendet worden. Die Ableitung vom Auerochsen ist Vermutung, reiht aber die Wappen mit dem Ur, besonders aus der schweizerischen  Heraldik, mit unter diesen Begriff ein. Beide Tiere stehen für das Symbol der Kraft und Stärke.